# Ranelato de estrôncio
O Ranelato de Estrôncio, (Les Laboratoires Servier, Neuilly-sur-Seine, França), designações comerciais – Protelos e Osseor, é um fármaco administrado oralmente para o tratamento da osteoporose pós-menopáusica para redução do risco de fracturas vertebrais e do colo do fémur, licenciado na Europa e na Austrália.
Os dados que sustentam a eficácia e a segurança do ranelato de estrôncio foram obtidos de dois ensaios clínicos, o SOTI (Spinal Osteoporosis Therapeutic Intervention) e o TROPOS (Treatment of Peripheral Osteoporosis). A incidência geral das reacções adversas medicamentosas não diferiu significativamente das do placebo e foram genericamente pouco graves e transitórias, as mais comuns foram náuseas e diarreia.
O ranelato de estrôncio constitui uma introdução útil nas opções terapêuticas de tratamentos anti-fracturas disponíveis para mulheres pós-menopáusicas com osteoporose e é o único tratamento eficaz na prevenção de fracturas vertebrais e do colo do fémur em mulheres com idade igual ou superior a 80 anos.

## Indicações Terapêuticas
O ranelato de estrôncio está registado como um fármaco de prescrição em mais de 70 países no tratamento da osteoporose pós-menopáusica para redução do risco de fracturas vertebrais e do colo do fémur. Nos Estados Unidos da América, o ranelato de estrôncio não foi aprovado pela Food and Drug Administration. Em Portugal, o ranelato de estrôncio é um medicamento sujeito a receita médica utilizado no tratamento da osteoporose pós-menopausa.
Dois estudos de fase III controlados com placebo, o estudo SOTI e o estudo TROPOS, (envolveram respectivamente 1649 e 5091 mulheres pós-menopáusicas com osteoporose), foram iniciados em 2002, para estabelecer a eficácia do ranelato de estrôncio no programa de estudos anti-fracturas, nomeadamente na redução do risco de fracturas vertebrais e periféricas. Os resultados obtidos demonstraram uma redução do risco relativo de uma nova fractura vertebral em 41% ao longo de 3 anos, no estudo SOTI, sendo que o efeito foi significativo desde o primeiro ano e uma redução do risco de fractura do colo do fémur em 36% relativamente ao grupo placebo, numa análise a-posteriori de um sub-grupo de doentes do estudo TROPOS.
A eficácia foi estabelecida com dados obtidos ao longo de 5 anos. Esses dados corroboraram que o ranelato de estrôncio reduz o risco relativo de fracturas vertebrais, independentemente dos factores de risco do doente. Estes incluem a idade, densidade mineral óssea, fracturas prevalentes, fracturas sintomáticas, índice de massa corporal e tabaco.

## Farmacocinética
O ranelato de estrôncio é constituído por dois átomos de estrôncio estável e uma molécula de ácido ranélico, a parte orgânica que permite o melhor compromisso em termos de peso molecular, farmacocinética e aceitabilidade do medicamento.
Devido à sua elevada polaridade, a absorção, distribuição e ligação às proteínas plasmáticas do ácido ranélico são baixas. Não há acumulação do ácido ranélico e não há evidência de metabolismo em animais e humanos. O ácido ranélico absorvido é rapidamente eliminado, sem modificações por via renal.

### Absorção
A biodisponibilidade absoluta do estrôncio é cerca de 25% (entre 19-27%) após uma dose oral de 2 g de ranelato de estrôncio. As concentrações plasmáticas máximas são alcançadas 3-5 horas após uma dose única de 2 g. O estado de equilíbrio é atingido após 2 semanas de tratamento.

### Distribuição
O estrôncio tem um volume de distribuição de cerca de 1 L/kg. A ligação do estrôncio às proteínas humanas plasmáticas é baixa (25%) e o estrôncio tem uma alta afinidade para o tecido ósseo. A medição da concentração do estrôncio nas biopsias ósseas da crista ilíaca dos doentes tratados durante 60 meses com ranelato de estrôncio 2 g/dia, indica que as concentrações do estrôncio no osso podem alcançar um plateau após cerca de 3 anos de tratamento.

### Metabolismo
Como um catião divalente o estrôncio não é metabolizado. O ranelato de estrôncio não inibe as enzimas do citocromo P450.

### Eliminação
A eliminação do estrôncio é independente da dose e do tempo. A semi-vida efectiva do estrôncio é cerca de 60 horas. A excreção do estrôncio ocorre por via renal e do tracto gastrointestinal. A sua depuração plasmática é cerca de 12 mL/min e a sua depuração renal cerca de 7 mL/min.

## Farmacodinâmica
O estrôncio, cujo símbolo químico e número atómico são, respectivamente, Sr e 38, pertence ao grupo 2 e período 4 da tabela periódica dos elementos, estando localizado imediatamente abaixo do cálcio. Sendo um metal alcalino-terroso, o estrôncio possui muitas semelhanças com o cálcio, nomeadamente absorção intestinal, incorporação óssea e eliminação renal – valores relativamente elevados na reabsorção tubular renal.
O seu raio atómico calculado é de 219 pm, valor próximo do raio atómico do cálcio, cujo raio atómico calculado é de 194 pm, desta forma o organismo, pelo mimetismo estrutural assinalado, assimila e incorpora o estrôncio no osso e nos dentes.
No tecido ósseo de animais tratados e humanos, o estrôncio é principalmente adsorvido à superfície do cristal e só substitui ligeiramente o cálcio nos cristais de hidroxiapatite do novo osso formado. O ranelato de estrôncio não modifica as características do cristal ósseo.
O ranelato de estrôncio constitui uma alternativa terapêutica importante no tratamento da osteoporose em mulheres pós-menopáusicas. O seu mecanismo de acção parece ser diferente dos outros tratamentos disponíveis. Os bifosfonatos e os moduladores selectivos dos receptores de estrogénios (SERMs) são agentes anti-reabsortivos que se acredita serem capazes de inibir o remodeling ósseo. Por sua vez, a hormona paratiróide (PTH) recombinante humana é um agente anabólico que promove a formação de osso. O ranelato de estrôncio parece conjugar os efeitos dos últimos dois agentes.
Estudos in vitro demonstraram que o ranelato de estrôncio aumenta a formação de osso em culturas de tecido ósseo, bem como a replicação do precursor dos osteoblastos e a síntese de colagénio em culturas de células ósseas e diminui a reabsorção óssea através da diminuição da diferenciação dos osteoclastos e a actividade de reabsorção. Isto resulta num reequilíbrio do turnover ósseo a favor da formação do osso.
Em estudos de fase III ficou demonstrado que o ranelato de estrôncio aumentou a densidade mineral óssea (DMO) assim como, em comparação com o placebo, aumentou e diminuiu os marcadores bioquímicos de formação de osso e de reabsorção óssea, respectivamente.

## Dose Terapêutica
A dose recomendada é de 2g uma vez por dia, por via oral – a forma farmacêutica corresponde a um granulado amarelado para suspensão oral. Devido às características da doença o ranelato de estrôncio destina-se, tipicamente, a uso prolongado.
A absorção do ranelato de estrôncio é reduzida pelos alimentos, leite e produtos derivados, (a biodisponibilidade do estrôncio é reduzida em aproximadamente 60-70%, comparativamente com a administração 3 horas após a refeição), portanto deve ser tomado à hora de deitar, preferencialmente pelo menos duas horas após a última refeição. A administração de hidróxidos de alumínio e magnésio duas horas antes ou concomitante com o ranelato de estrôncio causa uma ligeira diminuição na absorção do ranelato de estrôncio (diminuição de 20-25% da AUC), enquanto que a absorção não foi praticamente afectada quando o antiácido foi tomado duas horas após o ranelato de estrôncio.
Alimentos, leite e produtos derivados e medicamentos que contenham cálcio podem reduzir a biodisponibilidade do ranelato de estrôncio em aproximadamente 60-70%.
A sua toma não é recomendada em doentes com insuficiência renal grave, no entanto o ajuste de dose não é necessário em doentes com insuficiência renal ligeira a moderada.

## Reacções Adversas Medicamentosas
O ranelato de estrôncio está contra-indicado em indivíduos com hipersensibilidade ao mesmo ou a qualquer um dos excipientes (aspartamato, maltodextrina e manitol).
A utilização de ranelato de estrôncio não é recomendada em doentes com insuficiência renal grave com uma depuração de creatinina inferior a 30 mL/min.
As reacções adversas mais frequentes são a náusea e diarreia.
Nos estudos de fase III controlados com placebo, o tratamento foi associado a um aumento da incidência anual de tromboembolismo venoso (TEV), incluindo embolismo pulmunar. A causa de tal aumento é desconhecida. A utilização de ranelato de estrôncio deve ser usada com precaução em doentes com risco aumentado de TEV.
Foram notificados casos graves de síndromes de hipersensibilidade, incluindo em particular, erupção cutânea medicamentosa com eosinofilia e sintomas sistémicos (DRESS – Drug Rash Eosinophilia Systemic Symptoms), por vezes fatais. O tempo para a manifestação dos sintomas foi cerca de 3-6 semanas e na maioria dos casos resolvem-se favoravelmente com a descontinuação do tratamento e após iniciação de terapia com corticosteróides.
O estrôncio interfere com os métodos colorimétricos para determinação das concentrações sanguíneas e urinárias de cálcio.
Como os catiões divalentes formam complexos com as tetraciclinas orais e quinolonas ao nível gastrointestinal reduzindo por isso a sua absorção, não é recomendado a administração simultânea de ranelato de estrôncio com estes medicamentos.